# Falcon 1e
Falcon 1e var en föreslagen uppgradering av SpaceXs Falcon 1-raket. Första uppskjutningen var planerad till mitten av 2011. På grund av begränsad efterfrågan valde man att inte satsa på en uppgradering av raketen.
Falcon 1e skulle få kraftigare raketmotorer och större steg än sina föregångare. Den var också avsedd att vara delvis återanvändbar. 
Några av de laster som skulle ha flugit på Falcon 1e flögs senare på Falcon 9..

## Versioner
| Falcon 1 (version)   | Merlin A (2006–2007) | Merlin C (2007–2009) | Falcon 1e (förslag) |
| -------------------- | -------------------- | -------------------- | ------------------- |
| Steg 1               | 1 × Merlin 1A        | 1 × Merlin 1C        | 1 × Merlin 1C       |
| Steg 2               | 1 × Kestrel          | 1 × Kestrel          | 1 × Kestrel 2       |
| Höjd (m)             | 21,3                 | 22,25                | 26,83               |
| Diameter (m)         | 1,7                  | 1,7                  | 1,7                 |
| Kraft (kN)           | 318                  | 343                  | 454                 |
| Start vikt (kg)      | 27 200               | 33 230               | 38 560              |
| Fairing diameter (m) | 1,5                  | 1,5                  | 1,71                |
| Last LEO (kg)        | 570                  | 450                  | 1 010               |
| Last SSO (kg)        |                      |                      | 430                 |